# Mormonia neogama
Mormonia neogama är en fjärilsart som beskrevs av Smith och John Abbot 1797. Mormonia neogama ingår i släktet Mormonia och familjen nattflyn. Inga underarter finns listade i Catalogue of Life.